# Schoonspringen op de Olympische Zomerspelen 2016
Schoonspringen was een van de sportdisciplines die op de Olympische Zomerspelen 2016 in Rio de Janeiro, Brazilië werd beoefend. De wedstrijden vonden plaats van 7 tot en met 20 augustus in het Parque Aquático Maria Lenk.

## Kwalificatie
Er konden maximaal 136 schoonspringers deelnemen, zowel 68 mannen als 68 vrouwen. Acht quotaplaatsen waren gereserveerd voor het gastland. Elk land mocht maximaal twee deelnemers inschrijven in de individuele wedstrijden en een paar bij de synchroonwedstrijden. In totaal kon een land maximaal acht deelnemers inschrijven.
De volgende kwalificatiecriteria golden voor zowel mannen als vrouwen.
- Aan de vier de individuele onderdelen mochten maximaal 34 deelnemers deelnemen. De quotaplaatsen gingen naar de twaalf finalisten van de wereldkampioenschappen schoonspringen 2015, de vijf continentale kampioenen en de achttien halvefinalisten in de wereldbeker schoonspringen 2016. Eventueel resterende quotaplaatsen werden verdeeld aan de hand van de uitslag van de wereldbeker.
- Voor de vier synchroonwedstrijden kreeg het gastland automatisch een startplaats toebedeeld en kwalificeerden de medaillewinnaars van de wereldkampioenschappen schoonspringen 2015 zich en de vier beste, nog niet gekwalificeerde, paren van de wereldbeker schoonspringen 2016.
|                                                                   | Individueel | Synchroon |
| ----------------------------------------------------------------- | ----------- | --------- |
| Gastland                                                          |             | 1         |
| WK 2015                                                           | 12          | 3         |
| Continentaal kampioen (1× Afrika, Amerika, Azië, Europa, Oceanië) | 5           |           |
| Wereldbeker 2015                                                  | 17          | 4         |
| Totaal                                                            | 34          | 8         |

## Programma
| Q | Kwalificatie | HF | Halve finale | Goud | Finale |

| Onderdeel                | Augustus | Augustus | Augustus | Augustus | Augustus | Augustus | Augustus | Augustus | Augustus | Augustus | Augustus | Augustus | Augustus | Augustus | Augustus | Augustus | Augustus | Augustus |
| Onderdeel                | 7        | 8        | 9        | 10       | 11       | 12       | 13       | 14       | 15       | 16       | 16       | 17       | 18       | 18       | 19       | 20       | 20       | T        |
| ------------------------ | -------- | -------- | -------- | -------- | -------- | -------- | -------- | -------- | -------- | -------- | -------- | -------- | -------- | -------- | -------- | -------- | -------- | -------- |
| 3 m plank (m)            |          |          |          |          |          |          |          |          | Q        | HF       | Goud     |          |          |          |          |          |          | 1        |
| 10 m toren (m)           |          |          |          |          |          |          |          |          |          |          |          |          |          |          | Q        | HF       | Goud     | 1        |
| 3 m plank synchroon (m)  |          |          |          | Goud     |          |          |          |          |          |          |          |          |          |          |          |          |          | 1        |
| 10 m toren synchroon (m) |          | Goud     |          |          |          |          |          |          |          |          |          |          |          |          |          |          |          | 1        |
|                          |          |          |          |          |          |          |          |          |          |          |          |          |          |          |          |          |          |          |
| 3 m plank (v)            |          |          |          |          |          | Q        | HF       | Goud     |          |          |          |          |          |          |          |          |          | 1        |
| 10 m toren (v)           |          |          |          |          |          |          |          |          |          |          |          | Q        | HF       | Goud     |          |          |          | 1        |
| 3 m plank synchroon (v)  | Goud     |          |          |          |          |          |          |          |          |          |          |          |          |          |          |          |          | 1        |
| 10 m toren synchroon (v) |          |          | Goud     |          |          |          |          |          |          |          |          |          |          |          |          |          |          | 1        |
| Totaal                   | 1        | 1        | 1        | 1        |          |          |          | 1        |          | 1        | 1        |          | 1        | 1        |          | 1        | 1        | 8        |

## Medailles

### Mannen
| Onderdeel                | Goud | Goud                     | Zilver | Zilver                      | Brons | Brons                       |
| ------------------------ | ---- | ------------------------ | ------ | --------------------------- | ----- | --------------------------- |
| 03 m plank (m)           | CHN  | Cao Yuan                 | GBR    | Jack Laugher                | GER   | Patrick Hausding            |
| 03 m plank synchroon (m) | GBR  | Jack Laugher Chris Mears | USA    | Sam Dorman Michael Hixon    | CHN   | Cao Yuan Qin Kai            |
| 10 m toren (m)           | CHN  | Chen Aisen               | MEX    | Germán Sánchez              | USA   | David Boudia                |
| 10 m toren synchroon (m) | CHN  | Chen Aisen Lin Yue       | USA    | David Boudia Steele Johnson | GBR   | Tom Daley Daniel Goodfellow |

### Vrouwen
| Onderdeel                | Goud | Goud                   | Zilver | Zilver                            | Brons | Brons                            |
| ------------------------ | ---- | ---------------------- | ------ | --------------------------------- | ----- | -------------------------------- |
| 03 m plank (v)           | CHN  | Shi Tingmao            | CHN    | He Zi                             | ITA   | Tania Cagnotto                   |
| 03 m plank synchroon (v) | CHN  | Shi Tingmao Wu Minxia  | ITA    | Tania Cagnotto Francesca Dallapé  | AUS   | Maddison Keeney Anabelle Smith   |
| 10 m toren (v)           | CHN  | Ren Qian               | CHN    | Si Yajie                          | CAN   | Meaghan Benfeito                 |
| 10 m toren synchroon (v) | CHN  | Chen Ruolin Liu Huixia | MAS    | Cheong Jun Hoong Pandelela Rinong | CAN   | Meaghan Benfeito Roseline Filion |

### Medaillespiegel
| Plaats | Land             | NOC    | Goud | Zilver | Brons | Totaal |
| ------ | ---------------- | ------ | ---- | ------ | ----- | ------ |
| 1      | China            | CHN    | 7    | 2      | 1     | 10     |
| 2      | Groot-Brittannië | GBR    | 1    | 1      | 1     | 3      |
| 3      | Verenigde Staten | USA    | 0    | 2      | 1     | 3      |
| 4      | Italië           | ITA    | 0    | 1      | 1     | 2      |
| 5      | Maleisië         | MAS    | 0    | 1      | 0     | 1      |
| 5      | Mexico           | MEX    | 0    | 1      | 0     | 1      |
| 7      | Canada           | CAN    | 0    | 0      | 2     | 2      |
| 8      | Australië        | AUS    | 0    | 0      | 1     | 1      |
| 8      | Duitsland        | GER    | 0    | 0      | 1     | 1      |
| Totaal | Totaal           | Totaal | 8    | 8      | 8     | 24     |